# Alberta Parks
Alberta Parks ist eine Behörde der Regierung von Alberta, die für die Verwaltung der Provincial Parks und Schutzgebiete von Alberta zuständig ist und dem „Ministry of Forestry, Parks, and Tourism“ untersteht.

## Geschichte
Das System der Provincial Parks in Alberta begann mit der Einsetzung eines Ausschusses für Parks durch den damaligen Premierminister John Edward Brownlee im Jahr 1929. Dies führte zur Verabschiedung des Provincial Parks and Protected Areas Act (Gesetz über Provinzparks und Schutzgebiete) im Jahr 1930 und zur Gründung des Provincial Board of Management, das das System überwachen sollte. Der erste Provincial Park war der Aspen Beach Provincial Park, der 1932 eingerichtet wurde, gefolgt von Gooseberry Lake, Park Lake, Sylvan Lake und Saskatoon Island Provincial Park noch im selben Jahr. Die weitere Entwicklung des Systems wurde jedoch während der Wirtschaftskrise und während des Zweiten Weltkriegs gestoppt.
Größere Veränderungen begannen 1950 mit der Verabschiedung eines neuen Parkgesetzes, der Übertragung der Zuständigkeiten für die Parks auf das Ministerium für Land und Wälder und der Schaffung eines neuen dreiköpfigen Parkausschusses. Nach einer erheblichen Aufstockung des Budgets in den Jahren 1952–53 wurden die ersten Vollzeitmitarbeiter für die Parks eingestellt. Das Parksystem expandierte rasch: Zwischen 1951 und 1971 wurden 46 neue Parks eingerichtet, die sich hauptsächlich auf Campingplätze in Seenähe konzentrierten. Ebenfalls 1959 wurde die Provincial Parks Branch gegründet, die von einem Provincial Parks Commissioner geleitet wurde, der dem Parkvorstand unterstellt war. Ebenfalls 1950 begann die Parkbehörde mit der Einrichtung historischer Stätten auf Provinzebene.
Zusätzlich zu den neuen Provincial Parks wurden weitere parkähnliche Gebiete von anderen Ministerien eingerichtet: Das Ministerium für Autobahnen und Verkehr verfügte über ein Netz von Campingplätzen am Straßenrand für die neue Welle von Autotouristen, und der Alberta Forest Service verfügte über ein Netz von Erholungsgebieten in bewaldeten Regionen, um das Campen im Hinterland auf wenige Standorte zu beschränken, so dass es gut überwacht und reguliert werden konnte und die Umweltauswirkungen auf einige wenige Orte beschränkt blieben. Ab den späten 1950er Jahren verlagerte sich der Schwerpunkt der Parkpolitik in Alberta von der Freizeitgestaltung auf die Erhaltung der Wildnis. Der Willmore Wilderness Park wurde 1959 außerhalb des Parksystems im Rahmen einer separaten Gesetzgebung geschaffen, um ihn als Jagd- und Fallenfanggebiet zu erhalten und vor industrieller Entwicklung zu schützen. Der Parks Act wurde 1964 dahingehend geändert, dass neben Parks auch Wildnis- und Naturschutzgebiete geschaffen werden konnten, was durch den Wilderness Areas Act von 1971 noch verstärkt wurde.
1973 legte Allan Warrack, Minister für Ländereien und Wälder, der Legislative einen umfassenden Bericht über die Parks vor, in dem er zu dem Schluss kam, dass das Parksystem unzureichend sei, dass mehr Parkflächen benötigt würden, dass die bestehenden Parks dringend modernisiert werden müssten, dass es in einigen Parks ernsthafte Konflikte bei der Erschließung von Ressourcen gäbe und dass es den Bewohnern der Großstädte (insbesondere den Senioren und benachteiligten Bewohnern) an Möglichkeiten fehle, Parks zu besuchen. Daraufhin wurden die Haushaltsmittel erheblich aufgestockt und viele neue Parks geschaffen. Als 1975 das Department of Lands and Forests aufgelöst wurde, ging die Zuständigkeit für die Parks auf das heutige Ministry of Forestry, Parks, and Tourism über. Darüber hinaus begann das Umweltministerium mit der Einrichtung von Camping- und Picknickplätzen an Seen und Stauseen, um die Erosion und andere Umweltauswirkungen der Freizeitgestaltung zu begrenzen. In den frühen 1990er Jahren wurden schließlich alle Parks und Schutzgebiete Albertas unter der Leitung von Alberta Parks zusammengefasst.

## Statistik
Im Jahr 2025 umfasste das Parksystem:
| Anzahl                | Zuordnung/Bezeichnung                                  | Fläche (in ha) |
| --------------------- | ------------------------------------------------------ | -------------- |
| 3                     | Wildnisgebiete (Wilderness Areas)                      | 100.988,79     |
| 15                    | Ökologische Reservate (Ecological Reserves)            | 26.844,49      |
| 34                    | Wildnis Provincial Parks (Wildland Provincial Parks)   | 3.673.127,23   |
| –                     | Willmore Wilderness Park                               | 459.671,04     |
| 78                    | Provincial Parks                                       | 248.215,93     |
| 193                   | Provinz-Erholungsgebiete (Provincial Recreation Areas) | 88.651,27      |
| 2                     | Kulturerbe-Weideland (Heritage Rangelands)             | 12.010,47      |
| 138                   | Naturgebiete (Natural Areas)                           | 129.373,18     |
| insgesamt 464 Gebiete | insgesamt 464 Gebiete                                  | 4.702.882,40   |
| Quelle:               |                                                        |                |